# Tony Ross

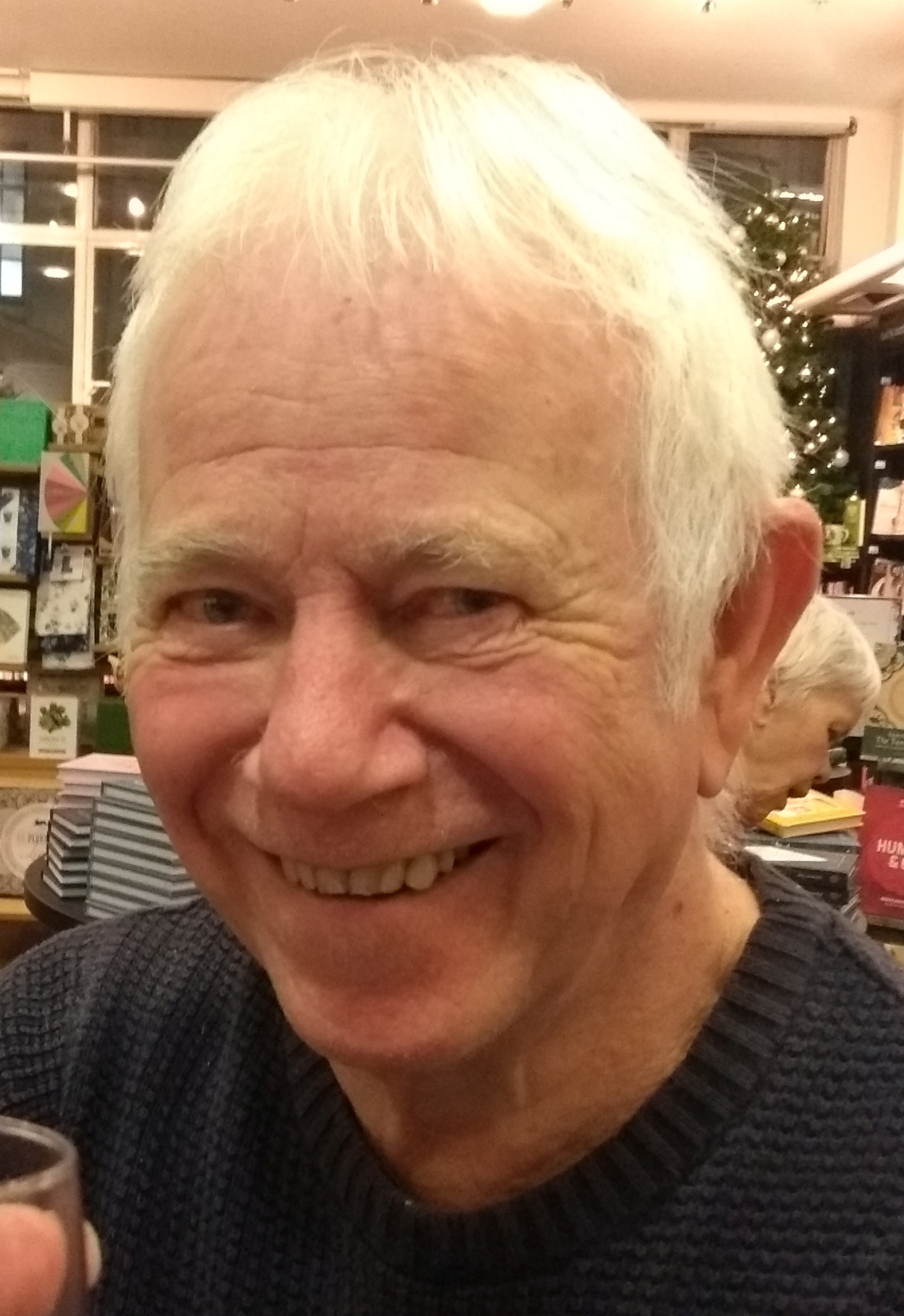
Tony Ross, 2017

Anthony Lee „Tony“ Ross (* 10. August 1938 in London) ist ein britischer Autor und Zeichner, der vor allem durch seine Bilderbücher bekannt ist.

## Leben
Nach einem Kunststudium in Liverpool, wo er zwischenzeitlich auch eine Lehrtätigkeit wahrnahm, verdingte sich Ross zunächst als Cartoonist und Grafiker. Seit 1983 malt Tony Ross Bilderbücher. Er lebt heute in der Grafschaft Cheshire, an der Grenze zu Wales.

## Werke
Seit 1986 arbeitet Ross an der Bilderbuchreihe Kleine Prinzessin, die seit 2006 unter demselben Titel für das Fernsehen als Zeichentrickserie adaptiert wird. Weitere Kinderbücher von ihm sind Ich komm dich holen! (1986), Endlich erwachsen! Oder: Pollys Problem mit der Lebensplanung (1993) und Nicky oder: Josephines erster Schultag (1997).  Auch arbeitet er als Illustrator für fremde Autoren, darunter für die Miss-Wiss-Reihe von Terence Blacker und die Dr. Xargle-Bücher von Jeanne Willis. Für Francesca Simon illustrierte er die Kinderbuchserie Henry der Schreckliche, die neben 18 Millionen (Stand 2013) verkauften Buchexemplaren auch in Filmserien vermarktet wurde.

## Auszeichnungen
- Deutscher Jugendliteraturpreis 1986 in der Kategorie Bilderbuch für Ich komm dich holen!